# Manteudo
Manteudo ist eine autochthone Weißweinsorte in Portugal. Sie wird überwiegend im südlichen Teil Portugals in der Region Alentejo angebaut. Im Jahr 1999 wurde eine bestockte Rebfläche von 918 Hektar erhoben.
Die spätreifende und ertragsstarke Sorte ergibt leichte Tafelweine. Die Beeren haben eine sehr dicke Schale und sind leicht duftig. Die Sorte Manteudo ist daher lokal auch als Tafeltraube beliebt.
Synonyme: Mantheudo, Manteúdo, Monetudo, Vale Grosso

## Ampelographische Sortenmerkmale
In der Ampelographie wird der Habitus folgendermaßen beschrieben:
- Die Triebspitze ist offen. Sie ist weißwollig behaart und karminrot gefärbt. Die gelben Jungblätter sind leicht wollig behaart.
- Die mittelgroßen und vergleichsweise dicken Blätter sind fünflappig und tief gebuchtet (siehe auch den Artikel Blattform). Die Stielbucht ist lyren- oder U-förmig offen. Die Blattoberfläche (auch Blattspreite genannt) ist blasig derb.
- Die kegelförmige Traube ist mittelgroß bis groß, geschultert und dichtbeerig. Die rundlichen Beeren sind mittelgroß bis groß und von weißlichem bis orangefarbenem Gelb.

Die Rebsorte reift fast 25 Tage nach dem Gutedel. Sie gilt somit im internationalen Vergleich als spät reifend. Manteudo ist eine Varietät der Edlen Weinrebe (Vitis vinifera). Sie besitzt zwittrige Blüten und ist somit selbstfruchtend. Beim Weinbau wird der ökonomische Nachteil vermieden, keinen Ertrag liefernde, männliche Pflanzen anbauen zu müssen.